# Martín Molina
Martín Molina Salvador (* 2. November 1994) ist ein spanischer Boxer aus Katalonien. Bei der Europameisterschaft 2022 in Jerewan gewann er die Goldmedaille im Fliegengewicht.

## Erfolge
Martín Molina begann im Alter von 14 Jahren mit dem Boxsport und wurde 2016, 2017, 2018, 2019 und 2021 jeweils Spanischer Meister.
2018 boxte er für das französische Team France Fighting Roosters in der World Series of Boxing (WSB) und gewann eine Bronzemedaille im Halbfliegengewicht bei der EU-Meisterschaft in Valladolid.
Bei den Europaspielen 2019 in Minsk erreichte er einen fünften Platz im Halbfliegengewicht und schied bei der Weltmeisterschaft 2021 in Belgrad noch in der Vorrunde aus.
Seinen bis dahin größten Erfolg erzielte er bei der Europameisterschaft 2022 in Jerewan, als er sich mit Siegen gegen Attila Bernáth aus Ungarn, Artur Howhannisjan aus Armenien, Dmytro Samotajew aus der Ukraine und Kiaran MacDonald aus England die Goldmedaille im Fliegengewicht sichern konnte. Bei der Weltmeisterschaft 2023 in Taschkent gewann er nach einer Halbfinalniederlage gegen Hasanboy Doʻsmatov eine Bronzemedaille.